# Тротуарный мел

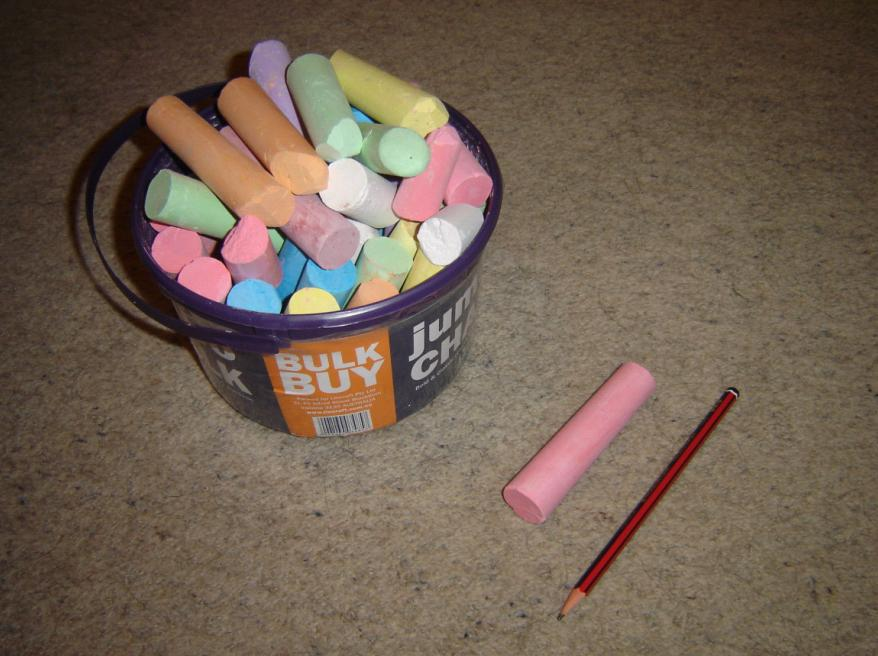
тротуарные мелки округлой формы

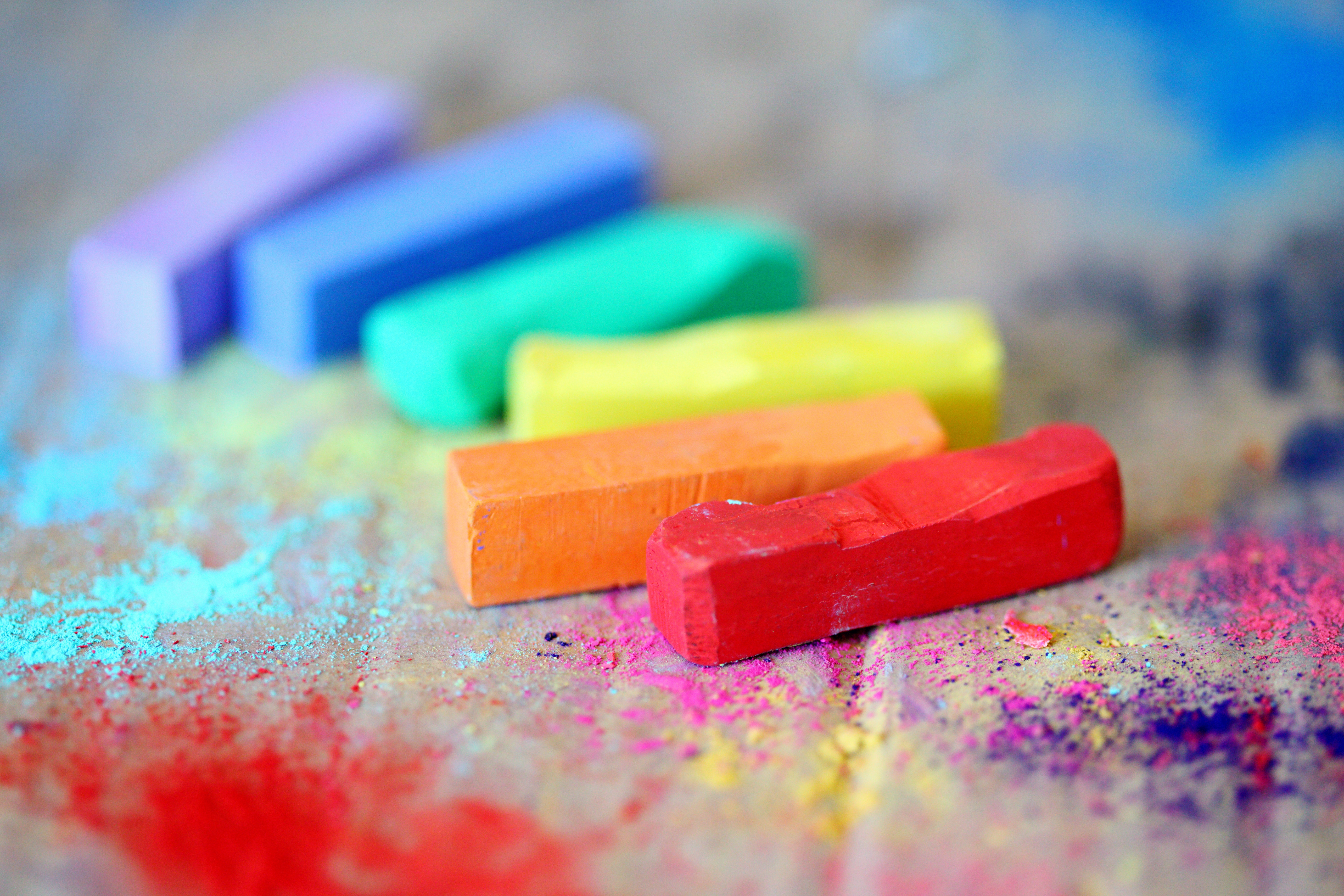
Мелки квадратной формы

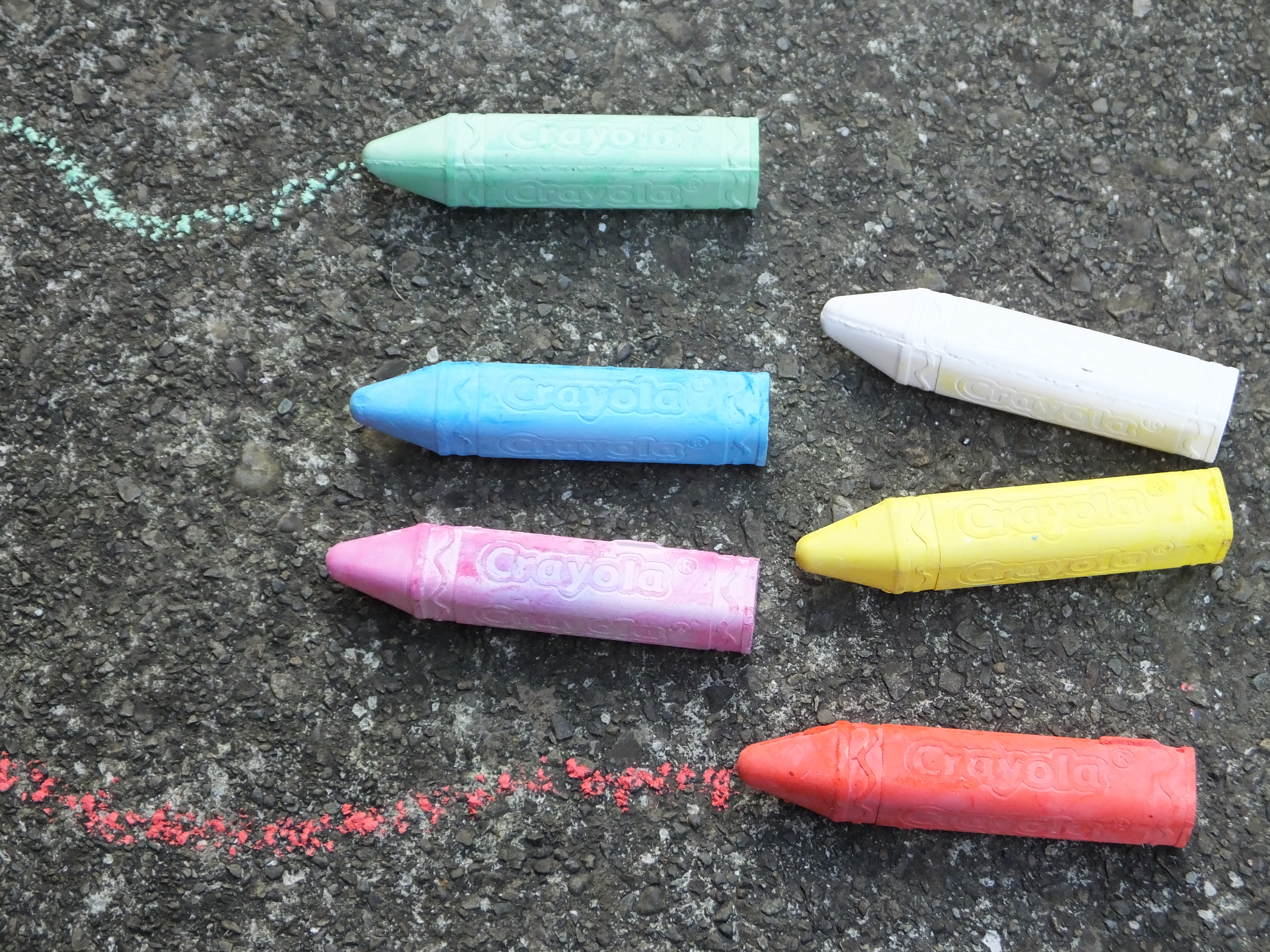
цветные мелки Crayola

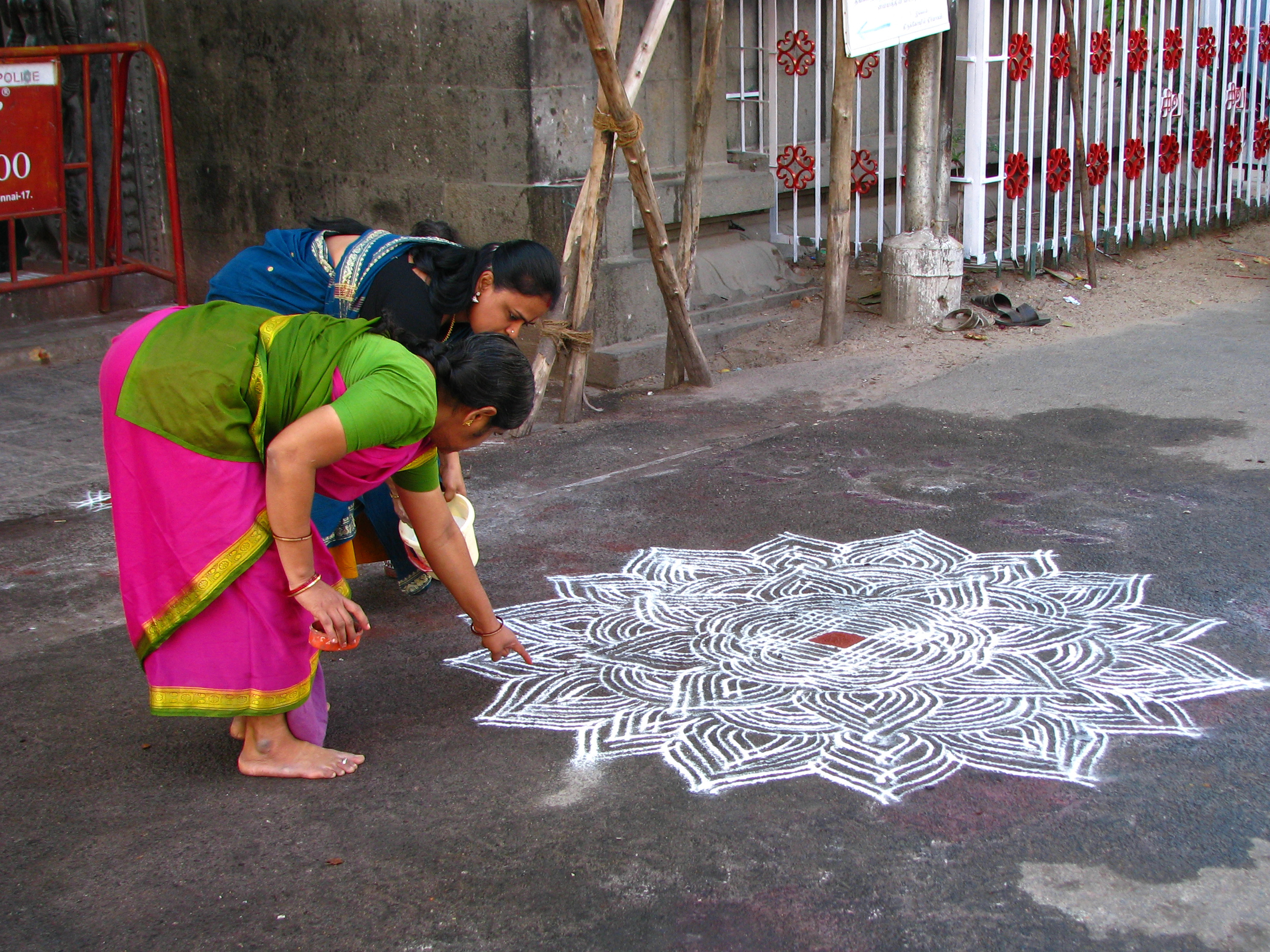
Женщины рисуют на асфальте

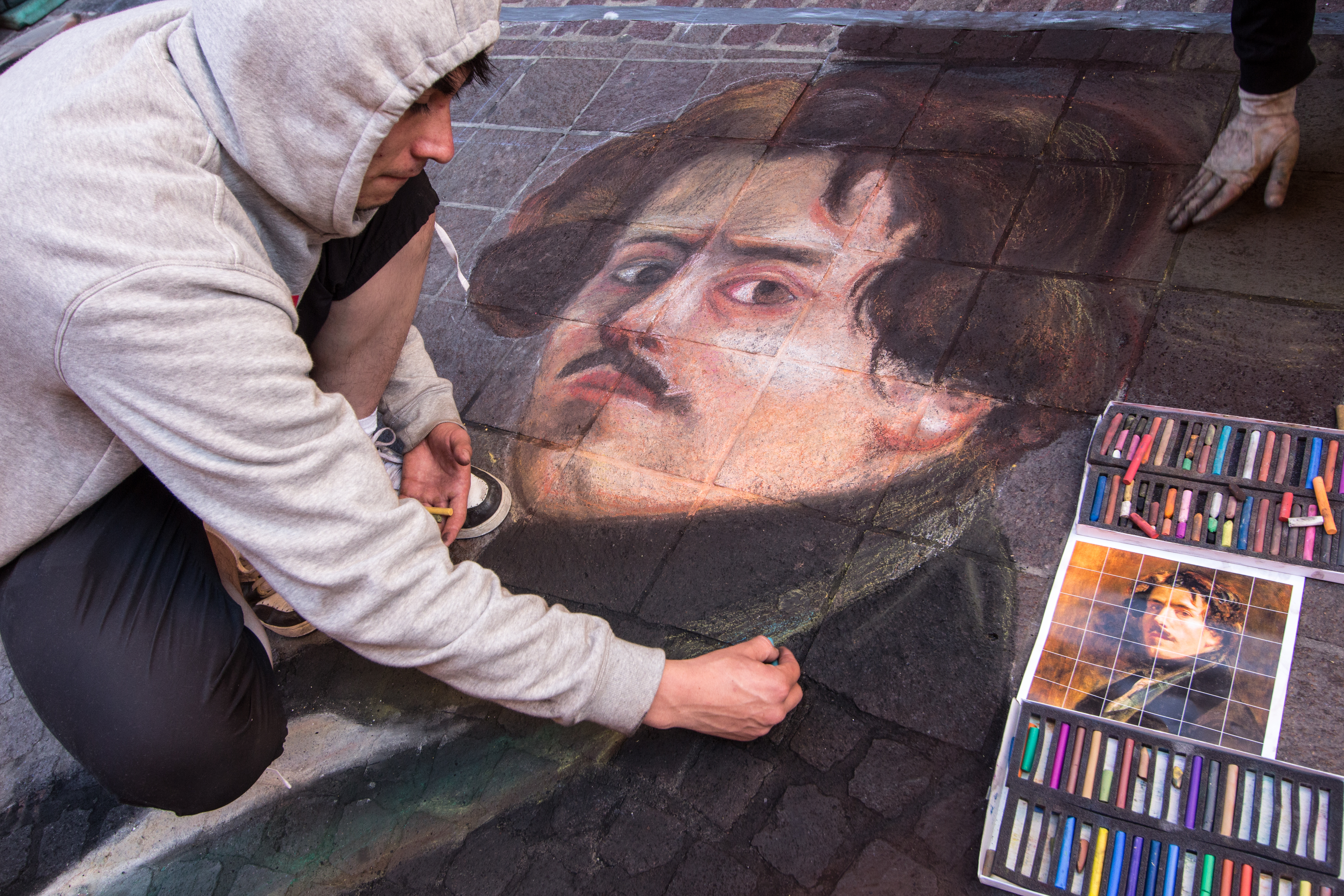
Художник рисует портрет на асфальте

Тротуарный мел, или мелок, — обычно цветной брусок мела (карбоната кальция), использующийся преимущественно для рисования или черчения на асфальте, бетоне. Тротуарные мелки пользуются большой популярностью, среди детей и взрослых.
Такие художники, как Курт Веннер, Эллис Галлахер, Джулиан Бивер, Филипп Козлов и другие получили известность именно благодаря искусному рисованию мелом на улицах. 
Во всём мире проводится немало конкурсов для любителей рисовать тротуарным мелом, в частности, в 2010 году такие соревнования проходили в Ливерпуле и Москве.